# Amédée V de Savoie-Achaïe
Pour les articles homonymes, voir Amédée de Savoie.
Amédée de Savoie, dit de Savoie-Achaïe, est un prélat savoyard du XIVe siècle, évêque de Maurienne, sous le nom d’Amédée V, issu de la maison de Savoie-Achaïe.

## Biographie

### Origines
Amédée de Savoie est le fils de Philippe Ier, seigneur de Piémont.
Sa mère semble très probablement Catherine de la Tour du Pin, dite aussi de Viennois († 1337), seconde épouse du seigneur,. Samuel Guichenon (1660) ou Marie-José de Belgique ont pu donner la première épuise de Philippe, Isabelle de Villehardouin (1263 † 1312),.
Il est mentionné pour la première fois en 1330 dans le testament de son père ("Amedeum, Thomam et Eduardum filio suos").

### Carrière ecclésiastique
Lorsque son jeune frère Thomas (1329 † ap.1360) est nommé évêque de Turin en novembre 1348, Amédée possède la promesse de « prébendes à Lyon, Arras, Orléans et Thérouanne ».
Amédée est nommé évêque de Maurienne le 2 avril 1849, alors qu'il « n'a pas encore reçu les ordres mineurs »,. Il est reçu dans les ordres majeurs le 8 juin 1349,. La promotion des deux frères est due au pape Clément VI, qui agit en faveur de la maison de Savoie.
Son nom d'épiscopat varie : Amédée de Savoie ; Amédée V d'Achaïe, pour le chanoine Angley, voire encore Amédée IV, pour Besson.
Le comte Amédée VI de Savoie tente de lui obtenir l'évêché de Lausanne, détenu par François de Montfaucon, en échange de celui de Maurienne. Les deux prélats s'entendent d'ailleurs et résignent chacun de leur côté. Samuel Guichenon (1660) donne l'action comme réalisée. Les auteurs, lui succédant, colportent l'information. Cependant, selon les sources, le pape Innocent VI ne rend pas sa réponse assez rapidement et l'affaire ne se concrétise pas.

### Mort et sépulture
Samuel Guichenon, citant Emmanuel-Philibert de Pingon, indique qu'Amédée de Savoie meurt en tant qu'évêque en l'an 1368, à Saint-Jean-de-Maurienne. Le chanoine Angley, citant la Chronique du Chapitre et le Nécrologue de la Cathédrale, donne pour date le 6 juin 1376. Le site Internet Foundation for Medieval Genealogy donne le 13 juin 1376.
Sa sépulture semble être dans la Cathédrale Saint-Jean-Baptiste de Saint-Jean-de-Maurienne. Son corps serait inhumé au pied de l'autel de Sainte Thècle de la cathédrale Saint-Jean-Baptiste.
Besson (1759) est dans l'erreur lorsqu'il donne pour successeur un certain Amédée V de Montmayeur,. Son successeur est Jean de Malabaïla.